# Llei per a garantir els drets de lesbianes, gais, bisexuals, transgèneres i intersexuals i per a erradicar l'homofòbia, la bifòbia i la transfòbia
La Llei 11/2014, del 10 d'octubre, per a garantir els drets de lesbianes, gais, bisexuals, transgèneres i intersexuals i per a erradicar l'homofòbia, la bifòbia i la transfòbia; llei contra l'homofòbia o llei LGTBI catalana és una llei aprovada el 2 d'octubre de 2014 al Parlament de Catalunya durant la desena legislatura de la Catalunya autonòmica, amb els vots favorables de CDC, ERC, PSC, ICV-EUiA, C's i CUP, els vots en contra del PP i els vots parcialment en contra d'UDC. La llei fou publicada al DOGC el 10 d'octubre de 2014 i entrà en vigor l'endemà de la seva publicació.
El seu projecte de llei fou presentat el 9 de maig del 2013 per Anna Simó i Castelló d'ERC, Jaume Collboni i Cuadrado del PSC, Laura Massana i Mas d'ICV-EUiA i Joaquim Arrufat i Ibáñez de la CUP. L'objectiu de la norma és donar major visibilitat del col·lectiu homosexual, bisexual i transsexual, així com dotar-se d'estratègies i plans per perseguir i actuar d'ofici en casos de discriminació i maltractament per l'orientació sexual.
Durant el tràmit parlamentari el PP va presentar una esmena a la totalitat perquè, segons va explicar Dolors López i Aguilar no era necessari impulsar una llei específica per protegir aquestes persones. L'esmena a la totalitat va ser tombada el 17 de juliol del 2013 amb l'únic vot en contra del PP. CiU i Ciutadans - Partit de la Ciutadania van anunciar que presentarien esmenes durant el tràmit parlamentari, mentre que els altres partits van afirmar que defensarien l'articulat proposat per les entitats i col·lectius LGTB en l'època del tripartit que va governar a Catalunya del 2003 al 2010.

## Contingut
El text del projecte de llei conté 24 articles agrupats en un preàmbul i quatre capítols. Al preàmbul s'indica que la finalitat de la llei és "promoure les condicions per tal que, els drets de les persones lesbianes, gais, bisexuals i transsexuals –LGBT–, així com dels grups dins els quals aquestes s'integren, siguin reals i efectius, facilitant la seva participació i representació en tots els àmbits de la vida social, i remoure els estereotips que afecten negativament a la percepció social de les persones LGBT.".
Al primer títol, sobre l'organització administrativa, s'exposa la creació d'un servei d'atenció integral, un òrgan consultiu permanent i un òrgan rector i coordinador de les polítiques LGTB.
Al segon títol, sobre polítiques públiques, s'exposen diverses mesures per aplicar des de les escoles, les universitats, les entitats de la cultura, el lleure i l'esport, els mitjans de comunicació, la salut, l'acció social, l'ordre públic i de privació de llibertat, mercat de treball, famílies LGTB i homes i dones del col·lectiu LGTB per aplicar una discriminació positiva en favor del col·lectiu LGTB amb un sistema de sancions i uns determinats reglaments. També estableix nous drets per a les persones del col·lectiu LGTB.
El tercer capítol detalla el règim d'infraccions lleus i greus i de sancions com multes, inhabilitacions, prohibicions de rebre fons públics, i la inhabilitació definitiva o temporal d'empreses. Finalment, al capítol quart, sobre garanties, es fixa l'elaboració de determinades enquestes per avaluar el compliment de la norma.

## Debat
El col·lectiu LGTB en diversos moments es va pronunciar reclamant l'aprovació d'una llei exclusiva per al col·lectiu, com el 21 de maig de 2013 en un acte al Parlament de Catalunya on Eugeni Rodríguez, portaveu del FAGC, va insistir en la petició d'una llei específica. Durant el tràmit de la llei Katy Pallàs, en un acte a la UB el moviment LGTB afirmà que "no admetrà retallades a la llei contra l'homofòbia". En el mateix acte, Eugeni Rodríguez, va argumentar la necessitat de la llei específica perquè va considerar que "algunes persones homosexuals, transsexuals o bisexuals han d'aguantar discriminacions i violències" alhora que ha denunciat les fortes pressions als diputats del PP i d'UDC per part de l'Arquebisbat de Barcelona.
Altres veus van reclamar profundes modificacions al text proposat. En aquest sentit, el pronunciament més destacat reclamant millores al text va ser en un article a La Vanguardia del 8 de desembre de 2013 publicat per destacats acadèmics, juristes i científics, on van afirmar que la redacció inicial de la llei va "més enllà de la discriminació positiva", van assegurar que "representa una indesitjable intromissió en la privacitat de la vida de les persones" i van demanar que la llei s'obrís a lluitar també contra la "discriminació per causa de l'ètnia, les creences, les malalties, l'edat, el lloc de naixement, la llengua i fins i tot per la situació laboral". Per la seva banda, l'entitat e-cristians va iniciar al novembre del 2013 una campanya per denunciar els "privilegis" que considera que atorga la llei al col·lectiu LGTB, argumentant que l'article 6 de la norma obliga l'administració a "incrementar la visibilitat, la participació i la representació" del col·lectiu.

## Història
El 29 de setembre del 2016 es va realitzar la primera sanció administrativa per insults homòfobs a Catalunya. L'aleshores Consellera del Departament de Treball, Afers Socials i Famílies, Dolors Bassa, destacava que «més enllà de l'import, la sanció té un gran simbolisme, perquè deixa clara la voluntat del Govern i de la nostra societat de la tolerància zero amb qualsevol vulneració, penal o administrativa, per motiu d'homofòbia, lesbofòbia, bifòbia o transfòbia».

## Infraccions i sancions
El Capítol IV de la Llei 11/2014 regula el règim d'infraccions i sancions que des del Departament de Treball Afers Socials i Famílies s'aplica quan els fets succeïts són infracció administrativa d'acord amb l'article 34 de la Llei esmentada.
Per tal de sancionar les infraccions administratives estipulades en l'article 34 de la Llei 11/2014 s'aplica la normativa següent, que regula el procediment administratiu sancionador:
- Llei 39/2015, d'1 d'octubre del procediment administratiu comú de les Administracions Públiques.
- Llei 40/2015, d'1 d'octubre, de Règim Jurídic del Sector Públic.
- Decret 278/1993, del 9 de novembre, sobre el procediment sancionador d'aplicació als àmbits de competència de la Generalitat.
- Llei 26/2010, del 3 d'agost de règim jurídic i de procediment de les administracions de Catalunya.
Atesa la Disposició addicional quarta de la Llei 11/2014, en relació amb la Disposició Transitòria Segona, el Govern va trametre al Parlament un projecte de llei per a la no-discriminació. La llei per a la no-discriminació ha de regular, des d'una perspectiva integral i transversal, mesures destinades a prevenir, eliminar i corregir les diverses formes de discriminació en el sector públic i privat, d'acord amb els competències que la Generalitat té reconegudes, i ha d'establir un règim sancionador que contingui la tipificació, la classificació i els criteris de graduació de les infraccions relacionades amb els diverses formes de discriminació. Mentre no s'aprovi un decret que reculli el procediment sancionador en matèria antidiscriminatòria (referent a totes les discriminacions), continua essent aplicable el procediment establert pel Decret 278/1993, del 9 de novembre, sobre el procediment sancionador de la Generalitat.
D'acord amb l'article 38 de la Llei 11/2014, del 10 d'octubre, la competència per a incoar els expedients administratius del règim sancionador d'aquesta llei i la imposició de les sancions correspon a la persona titular de la secretaria general del departament competent en matèria de no-discriminació de les persones LGBTI, el Departament de Treball, Afers Socials i Famílies. El Síndic de Greuges, també pot instar l'òrgan competent per a imposar sancions a incoar els expedients per incompliment d'aquesta llei per causa d'acció o omissió de les administracions públiques.
En els procediments administratius sancionadors no és aplicable la inversió de la càrrega de la prova, igual que en els procediments penals ja que preval la presumpció d'innocència, per tant, la part afectada ha de poder aportar qualsevol prova admesa en dret per tal de poder justificar la discriminació patida.

## Organització administrativa
El Decret 289/2016, de 30 d'agost, de reestructuració del Departament de Treball, Afers Socials i Famílies estableix l'organització administrativa que concerneix a aquesta llei.
En el seu article 157, el decret indica que la Direcció General d'Igualtat té, entre les seves funcions, la de planificar i implementar les polítiques per a la igualtat de tracte i no-discriminació de persones LGBTI, així com contra la discriminació per raó de l'orientació sexual, identitat de gènere o expressió de gènere de les persones. Alhora, l'article 157.2 recull que de la Direcció General d'Igualtat en depenen l'Àrea per a la Igualtat de Tracte i No-discriminació de Persones LGBTI.
Segons l'article 161 d'aquest decret, l'Àrea per a la Igualtat de Tracte i No-discriminació de Persones LGBTI és una àrea funcional i té les funcions següents:
a) Realitzar actuacions per a la no-discriminació de les persones lesbianes, gais, bisexuals, transgènere i intersexuals i contribuir a assolir la plena equiparació legal i social d'aquest col·lectiu, i evitar qualsevol actuació, regulació i actitud discriminatòria.
b) Impulsar el desplegament i avaluar la implementació i el compliment de la Llei 11/2014, del 10 d'octubre,per a garantir els drets de les lesbianes, gais, bisexuals, transgèneres i intersexuals i per a erradicar l'homofòbia, la bifòbia i la transfòbia.
c) Supervisar l'execució del Pla interdepartamental per a la no-discriminació.
d) Establir les relacions amb els departaments de la Generalitat i altres organismes privats i públics per garantir el desplegament del Pla.
e) Valorar els projectes de subvencions vinculats amb l'Àrea.
f) Donar suport al Consell Nacional de Lesbianes, Gais, Bisexuals, Transgèneres i Intersexuals i impulsar-lo.
g) Qualsevol altra funció de naturalesa anàloga que li encomanin els seus superiors jeràrquics.
La Llei 11/2014, del 10 d'octubre, en el seu capítol I regula els òrgans participatius i consultius permanents. En aquest sentit destaca el Consell Nacional de Lesbianes, Gais, Bisexuals, Transgèneres i Intersexuals (LGBTI), creat pel Decret 219/2018, de 9 d'octubre, i que substitueix el Consell Nacional de Lesbianes, Gais i Homes i Dones Bisexuals i Transsexuals, creat el 2007. El Consell Nacional LGBTI és l'òrgan col·legiat que es constitueix com un espai de participació ciutadana superior en matèria de drets i deures de les persones LGBTI i com a òrgan consultiu de les administracions catalanes que incideixen en aquest àmbit, sense perjudici de les funcions i les competències d'altres òrgans o ens que la legislació estableixi. Delibera sobre les polítiques que incideixen directament o indirectament en les condicions de vida de les persones LGBTI. Actualment en formen part 39 entitats, entre les quals hi ha diverses associacions LGBTI, partits polítics, sindicats i consells de participació de la Generalitat (el Consell Nacional de Dones de Catalunya, el Consell Nacional de Joventut, i la Taula d'Immigració).
Així mateix, destaca la creació de la Comissió interdepartamental per coordinar l'acció transversal de les polítiques per garantir els drets de lesbianes, gais, bisexuals, transgèneres i intersexuals. Aquesta comissió es constitueix per acord de Govern de 8 de novembre de 2016 amb l'objectiu de coordinar l'acció transversal de les polítiques per garantir els drets de les persones LGBTI, configurada com a òrgan encarregat d'assegurar l'adequada coordinació de les polítiques LGBTI dels diversos departaments de la Generalitat d'acord amb l'article 8.2 de la Llei 11/2014.
D'acord amb l'article 9 de la llei LGBTI catalana, el Departament de Treball, Afers Socials i Famílies ha posat en marxa la Xarxa Pública de Serveis d'Atenció Integral LGBTI de Catalunya Arxivat 2020-04-03 a Wayback Machine. (SAI LGBTI), a través de la Direcció General d'Igualtat i en coordinació amb els ens locals de Catalunya. El SAI LGBTI és un servei que s'ofereix per sensibilitzar i informar a persones i entitats, per visibilitzar la diversitat d'orientació sexual i d'identitat de gènere i prevenir les discriminacions per orientació sexual, identitat de gènere i expressió de gènere. Aquest recurs es posa en funcionament per donar resposta a aquestes situacions de discriminació i també, a qualsevol necessitat d'acompanyament, suport o informació que tingui la ciutadania amb relació a la diversitat sexual i de gènere des de qualsevol punt del territori, i consolidar-se com un referent local LGBTI. En el SAI LGBTI, és on pivoten les polítiques públiques locals, promovent la formació de les persones treballadores públiques i el disseny i la implementació de les accions del Pla local LGBTI. El 2017 es va crear la Xarxa de SAI LGBTI, que compta actualment amb 74 punts arreu del territori català.